# E·B·福特
E·B·福特（英語：Edmund Brisco "Henry" Ford，笔名E. B. Ford，1901年4月23日—1988年1月2日）是一位英国遗传学家，英国皇家学会和倫敦皇家內科醫師學會会士，发展了自然选择理论，开创了生態遺傳學这一领域，1954年获得英国皇家学会颁发的達爾文獎章。